# Creu de terme de la Costa del Montseny
La Creu de terme de la Costa del Montseny és una obra historicista de Fogars de Montclús (Vallès Oriental) inclosa a l'Inventari del Patrimoni Arquitectònic de Catalunya.

## Descripció
Creu de terme. Consta d'un pedestal col·locat a sobre de dos graons, d'un capitell, una columna i la creu. Aquesta creu resta ornamentada amb relleus referents Crist i a la Verge cornada per àngels. Els braços de la creu estan també esculpits. En el capitell hi ha un rodona formada per àngels.

## Història
Aquesta creu correspon a una tradició de la primeria del segle xi. Està a l'entrada del poble a un costat del camí. En el basament hi resta la següent inscripció: 4-11-1956; data que deu correspondre a la de la seva restauració. Aquesta obra fou feta per l'artista Antoni Agraz.